# Longo Maï

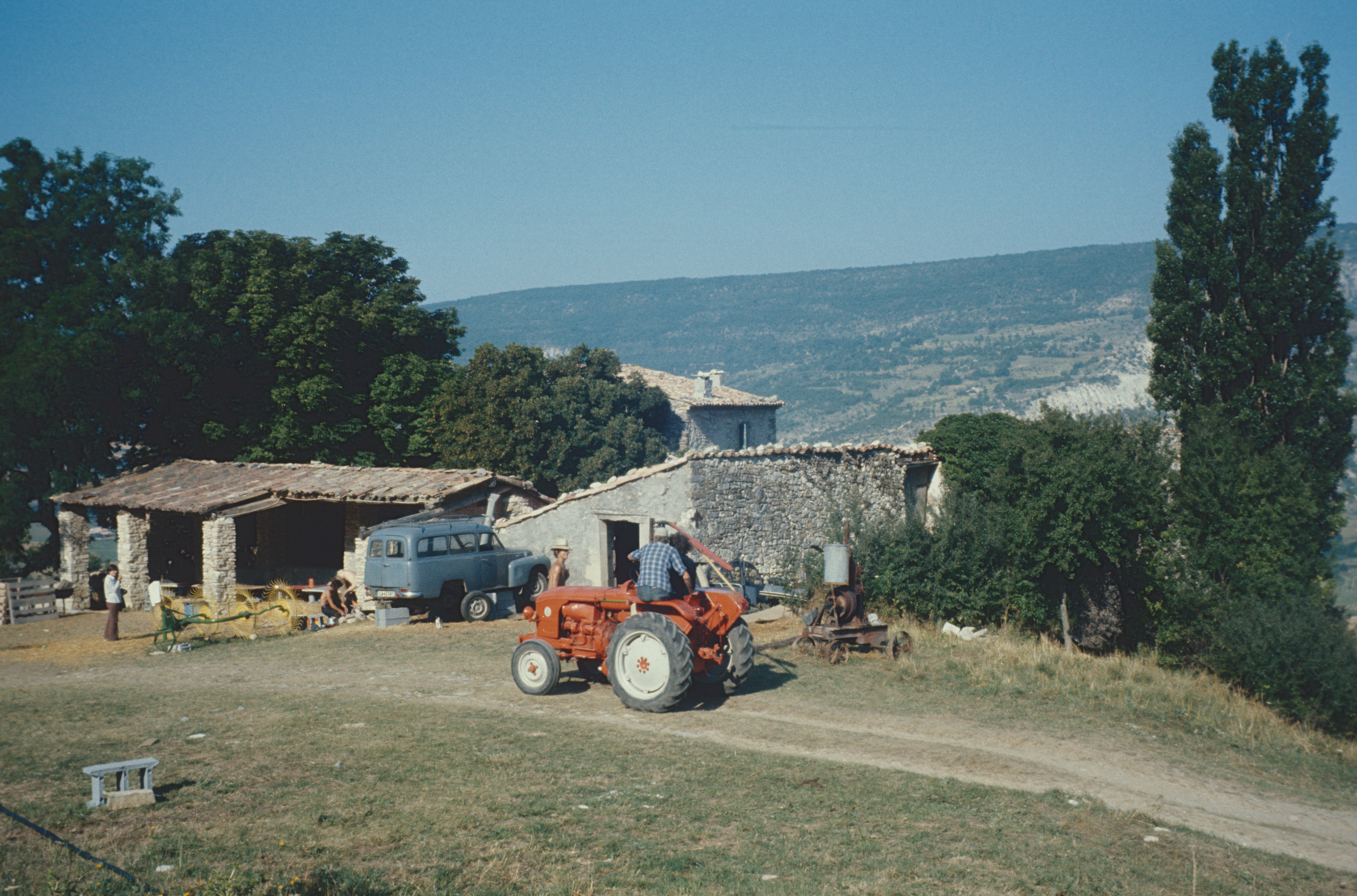
La prima cooperativa

Le Cooperative Longo Maï sono una rete di cooperative agricole con una ideologia anticapitalista.

## Storia
Fondate nel 1973 a Limans in Francia, la rete si è diffusa in Europa e America Centrale. Dispongono a Limans di una loro radio libera totalmente autogestita ed autofinanziata nata nel 1981 che si chiama Radio Zinzine.